# پاگو ویانو
پاگو ویانو (به ایتالیایی: Pago Veiano) یک کومونه در ایتالیا است که در استان بنونتو واقع شده‌است.

## خصوصیات
پاگو ویانو ۲۳٫۷ کیلومترمربع مساحت و ۲٬۶۱۷ نفر جمعیت دارد.